# Фуснавог
Фуснавог (норв. Fosnavåg) — город в коммуне Херёй в фюльке Мёре-ог-Ромсдал, Норвегия. Является административным центром коммуны Херёй.

## Расположение
Город расположен на острове Бергсойя и включает в себя деревню Эггесбонес на южной стороне острова. Фуснавог соединён с близлежащей деревней Квалсунн на острове Нерландсёйя мостом на западе. Фуснавог соединен на востоке небольшим мостом с островом Лейнойя, который, в свою очередь, соединен мостами с островами Ремойя и Рунде. Деревня Эггесбонес находится к югу от города на берегу Херёй-фьорда, к северу от островов Фловер и маяка Фловер. К югу от Фуснавога находится большой остров Гурскёй.

## История
7 июня 2002 г. муниципальный совет проголосовал за предоставление Фуснавогу «статуса города». Это означает, что корабли, пришвартованные в Фуснавоге, могут быть зарегистрированы здесь, а не в других ближайших городах, таких как Олесунн и Ульстейнвик.

## Население
В городе площадью 3,11 квадратных километра проживает 3563 человек (2019 г.), а плотность населения составляет 1145 человек на квадратный километр.

## Экономика
Ранее функционировавший в основном как важный рыболовецкий порт, Фуснавог теперь стал местом базирования для различных морских компаний, от рыболовства до судоходства, включая судостроение. Havila Shipping и Rem Offshore — две крупные компании, базирующиеся здесь. Здесь также расположены муниципальная средняя школа и главная церковь Херёй. Газета Vestlandsnytt базируется в Фуснавоге.